# Balázs Magyar
Balázs Magyar (en hongrois mérai Magyar Balázs) est un chef militaire du XVe siècle et un grand officier du royaume de Hongrie.

## Biographie
Natif de Transylvanie, il serait né à Méra, près de Kolozsvár, à une date inconnue. 

Balázs Magyar commence sa carrière militaire sous Jean Hunyadi puis participe aux campagnes contre les hussites de Bohême sous le règne de son fils, Matthias Corvin.
Il est capitaine de Haute-Hongrie à partir de 1462 puis responsable de la protection des frontières méridionales en 1470. Il fut également ban de Croatie et Slavonie à plusieurs reprises (1470-1472, 1473-1474 et 1482-1483). Voïvode de Transylvanie de 1473 à 1475, il soutient, au sein de la coalition moldavo-hongaro-polonaise, le voïvode Étienne III de Moldavie contre l'expansionnisme turque, notamment durant la bataille de Vaslui.
Il reçut du roi Matthias pour ses brillants états de service d'immenses domaines, principalement dans l'ouest de la Hongrie et dans la région de Trencsén. Sa fille et son époux Pál Kinizsi, qu'il reconnut comme un fils, héritèrent de ses biens.

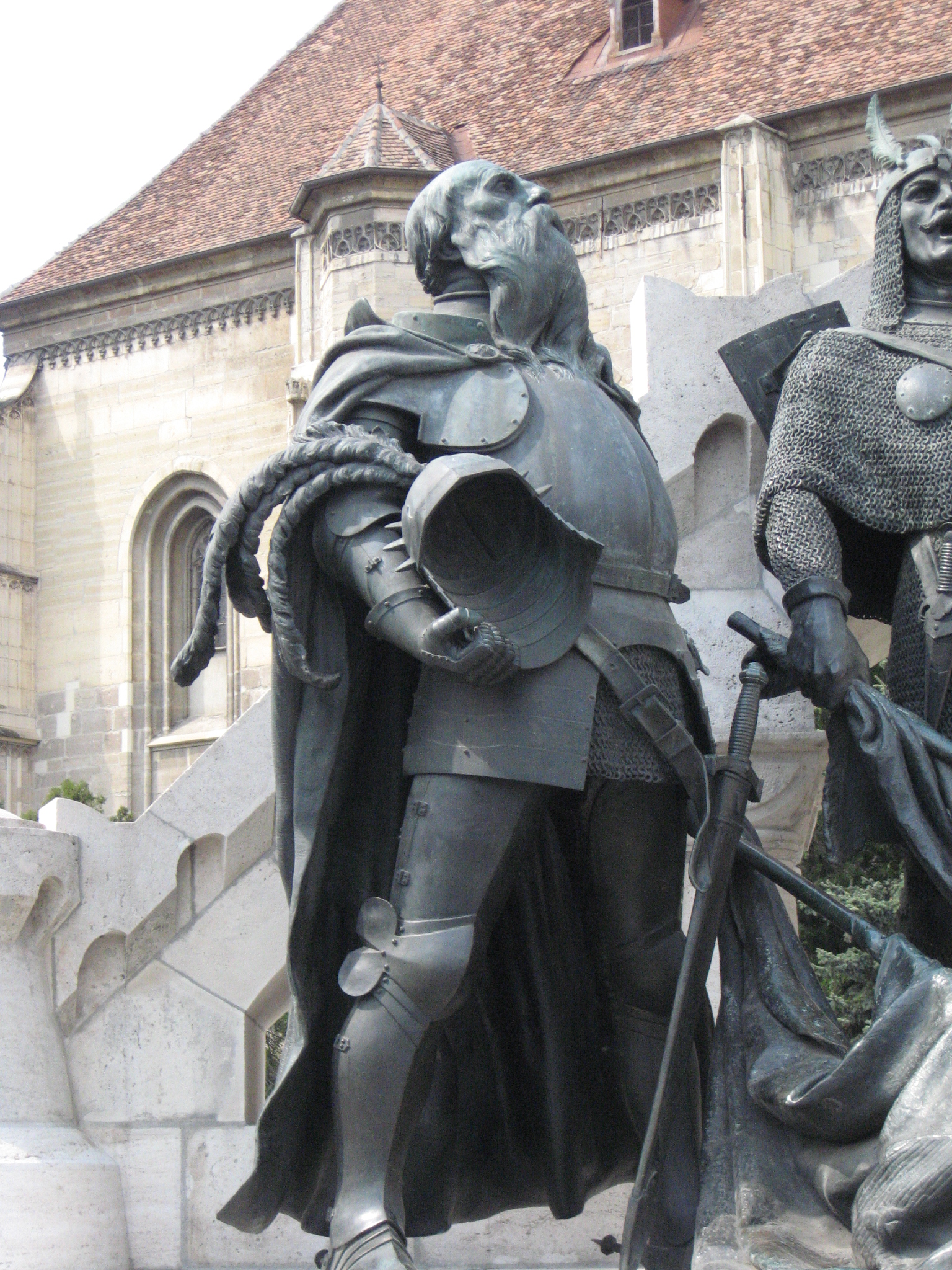
Bronze de Blaise Magyar sur le Monument Matthias Corvin.

## Source
- Magyar életrajzi lexikon